# Bailleau-Armenonville
Bailleau-Armenonville ist eine französische Gemeinde mit 1.322 Einwohnern (Stand: 1. Januar 2022) im Département Eure-et-Loir in der Region Centre-Val de Loire. Sie gehört zum Arrondissement Chartres und zum Kanton Auneau. Die Einwohner werden Baillarmois genannt.

## Geographie
Bailleau-Armenonville liegt etwa 15 Kilometer nordöstlich von Chartres. Umgeben wird Bailleul-Armenonville von den Nachbargemeinden Gas im Norden, Gallardon im Osten, Ymeray im Südosten, Champseru im Süden, Coltainville im Südwesten, Soulaires im Südwesten und Westen, Saint-Piat im Westen sowie Yermenonville im Nordwesten.
Im Gemeindegebiet liegt der Flugplatz Bailleul-Armenonville.

## Bevölkerungsentwicklung
| Jahr                       | 1962 | 1968 | 1975 | 1982 | 1990 | 1999 | 2006 | 2013 | 2020 |
| Einwohner                  | 543  | 580  | 727  | 818  | 1044 | 1179 | 1322 | 1422 | 1367 |
| Quellen: Cassini und INSEE |      |      |      |      |      |      |      |      |      |

## Kultur und Sehenswürdigkeiten
- Kirche Saint-Pierre-et-Saint-Paul in Armenonville, seit 1942 Monument historique

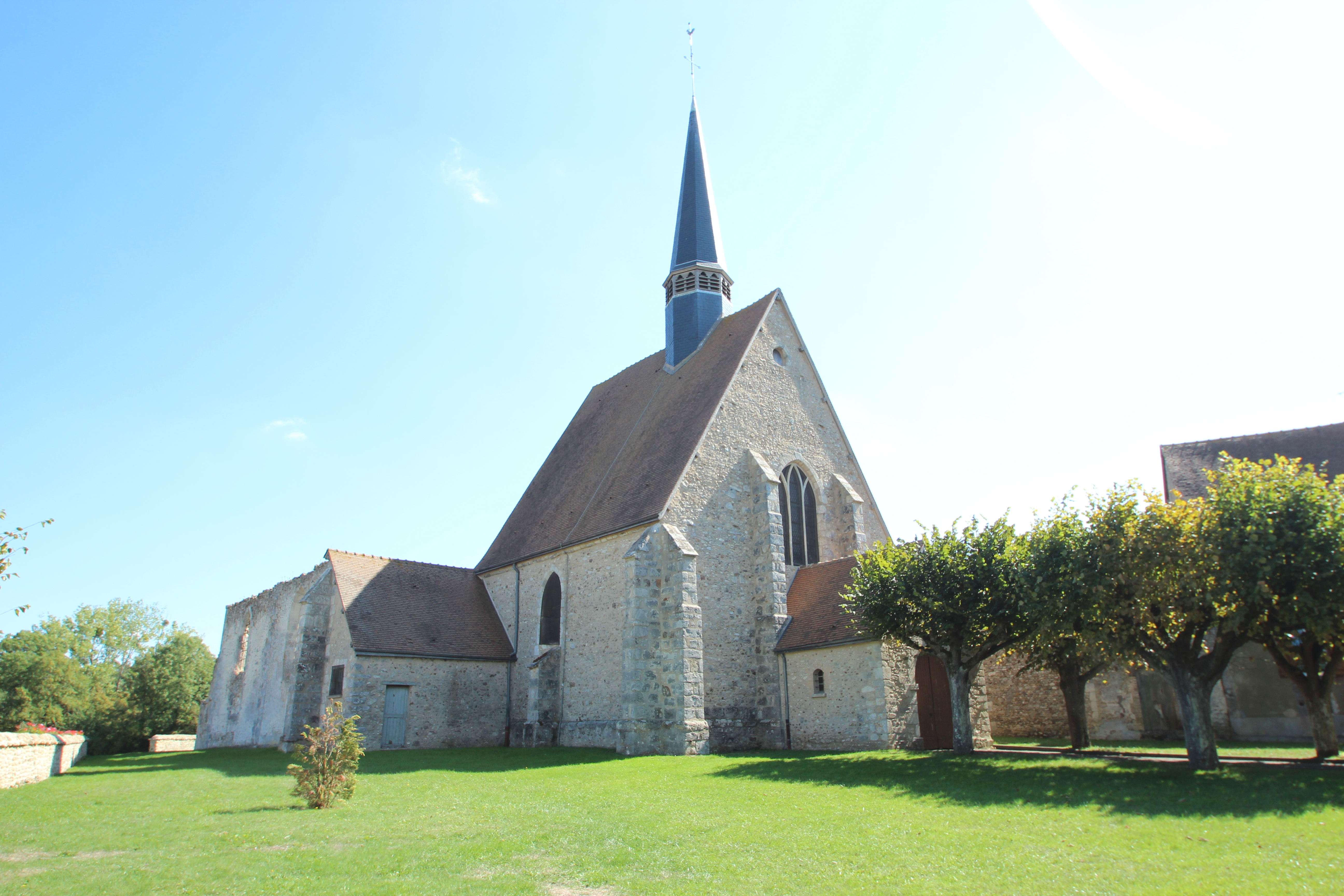
Kirche Saint-Pierre-et-Saint-Paul